# 조선민주주의인민공화국 국방위원회
조선민주주의인민공화국 국방위원회(朝鮮民主主義人民共和國國防委員會)는 조선민주주의인민공화국의 최고 군사 기관이자 국방에 관한 의사결정기능을 실질적으로 수행하는 국방 관리 기관이다. 1972년 12월 중앙인민위원회 산하 중앙행정기관으로 설치되었고, 위원장은 국가 주석 김일성이 겸임했다. 1992년 4월 헌법개정으로 국가 직속 중앙 행정기관이 되었다. 2016년 6월 29일에 개정된 사회주의 헌법에 의해 국무위원회로 대체되었다.

## 개요
1972년 12월 27일에 채택된 사회주의 헌법에 의해 국방위원회는 중앙인민위원회 산하 중앙 군사 행정기관으로 설치되었다. 초대 위원장은 김일성이고 초대 제1부위원장은 김정일, 부위원장은 김영주였다. 1992년 4월, 헌법개정으로 중앙인민위원회로부터 분리되고 국가주석과 국방위원장의 겸직 규정이 삭제되어 1993년 4월 9일 김정일이 제6대 국방위원장으로 취임하였다.
1998년의 헌법 개정을 통해 국방 위원회는, 인민무력부를 중심으로 하는 국방·군사계의 중앙 기관을 설치 폐지하거나 중요 군사 간부를 임명하고, 전시 상태의 포고등을 실시할 수 있게 되었다. 국방위원장은 ‘국가의 최고 직책’으로 모두의 무력을 지휘 통솔하고, 국방 사업 전반을 지도한다고 헌법에 규정되어 있지만, 실질적으로는 ‘모든 권력을 무제한하게 잡는다’라고 할 수도 있다.
2009년의 헌법개정에서는 국방 위원장의 권한이 확대되어 ‘국가의 전반 사업을 지도한다’, ‘외국과의 중요 조약을 비준 또는 폐기한다’, ‘특사권을 행사한다’라는 규정등이 추가 되었고 위원장이 헌법상의 국가원수가 되었다.
중앙정부 산하의 국방 위원회가 군을 일원적으로 장악하고 지휘하는 것은 소비에트연방을 시작으로 하는 대부분의 사회주의 국가에서 행해지고 있는 일이다. 1990년에 독립기관이 되었을 때부터 조선민주주의인민공화국의 독자적인 구조로 변했다고 볼 수 있다. 군의 명령 계통에 관해, 소련과 다른 시스템을 채용하고 있는 국가로는 과거의 중국, 유고슬라비아 등을 들 수 있다.
2010년 6월 제1부위원장 조명록이 심장병으로 와병하면서 부위원장 역할의 수행이 불가능하자 김정일 위원장은 자신의 셋째 아들 김정은을 제1위원장에 임명했다. 2012년 4월 13일 조선민주주의인민공화국 최고인민회의는 제12기 제5차 회의에서 김정일을 ‘영원한 국방위원장’으로 추대했다.

## 연혁
- 1972년 12월 27일 : 중앙인민위원회 산하 중앙 행정기관으로 설치. 국가주석이 위원장 겸직
- 1992년 4월 9일 : 중앙인민위원회에서 독립, 국가 직할 기관으로 승격. 국가주석 위원장 겸직 조항 폐지. 위원장 김정일 선출
- 1998년 9월 5일 : 개헌으로 김정일 체제 본격화로 권한 강화
- 2009년 4월 9일 : 개헌으로 국방위원회 중심의 국가운영 체제 구축
- 2012년 4월 13일 : 김정일을 '영원한 국방위원장'으로 추대하고 '제1위원장'직 신설해 김정은 선출
- 2016년 6월 30일 : 조선민주주의인민공화국 국무위원회로 해편

## 역대 간부 목록

### 국방위원회 위원장/제1위원장
| 대수 | 사진 | 이름           | 임기 시작        | 임기 종료        | 비고                                                            |
| ---- | ---- | -------------- | ---------------- | ---------------- | --------------------------------------------------------------- |
| 1    |      | 김일성(金日成) | 1972년 12월 27일 | 1993년 4월 9일   | 국가주석이 겸임 1977년 재선 1982년 3선 1986년 4선 1990년 5선    |
| 2    |      | 김정일(金正日) | 1993년 4월 9일   | 2011년 12월 17일 | 1998년 재선 2003년 3선 2009년 4선 2012년 영원한 국방위원장 추대 |
| 3    |      | 김정은(金正恩) | 2012년 4월 13일  | 2016년 6월 29일  | 2012년 제1위원장직 신설 2014년 재선 2016년 국방위원회 해체      |

### 국방위원회 제1부위원장
- 오진우 1972년 12월 27일 - 1990년 5월 22일, 제1부위원장
- 김정일 1990년 5월 23일 - 1993년 4월 9일, 제1부위원장
- 오진우 1993년 4월 9일 - 1995년 2월, 김정일 위원장 취임 후 위원장 김정일에 의해 임명
- 조명록 1998년 9월 ~ 2010년 11월

### 국방위원회 부위원장
- 김영주 1990년 5월 23일 ~ 1993년 4월 9일
- 최광(崔光) 1990년 5월 23일 ~ 1997년 2월 21일
- 조명록 1997년 2월 21일 - 1998년 9월
- 김영춘 2007년 4월 11일 ~ 2012년 12월 3일
- 리용무 2007년 4월 11일 ~ 2016년 6월 29일
- 오극렬 2009년 4월 9일 ~ 2016년 6월 29일
- 장성택 2009년 6월 7일 ~  2013년 12월 3일
- 최룡해 2014년 4월 9일 ~ 2016년 6월 29일
- 황병서 2014년 9월 25일 ~ 2016년 6월 29일

## 조직
제1위원장을 시작으로 하는 국방위원은 최고인민회의에서 선출하며 임기는 5년이고 재선 제한은 없다. 2014년 4월 9일 조선민주주의인민공화국 최고인민회의 제13기 제1차회의에서 위원을 전원 재선출하였다.
- 제1위원장[3]
  - 김정은: 조선인민군 최고사령관ㆍ조선로동당 1비서[3]
- 부위원장
  - 황병서: 조선로동당 중앙위원회 정치국 위원
  - 리용무: 조선로동당 중앙위원회 정치국 위원 겸 중앙위원
  - 오극렬: 조선로동당 작전부장
- 위원
  - 박도춘: 조선로동당 중앙정치국 후보위원 겸 비서
  - 김원홍: 국가안전보위부장, 인민군 대장
  - 최부일: 인민보안부장[4]
  - 장정남: 조선민주주의인민공화국 인민무력부장[3]
  - 조춘룡[3]

## 같이 보기
- 국방위원회 소속기관
  - 국가안전보위부
  - 인민무력부
  - 인민보안부
- 조선민주주의인민공화국 내각
- 조선민주주의인민공화국 사회주의헌법
- 조선인민군